# Frank G. Marsh
Frank G. Marsh CMG, DSO (* vor 1900; † nach 1919) war ein britischer Offizier, zuletzt Brigadegeneral. Er war 1919 Stabschef von General Hubert Gough während dessen Tätigkeit als Kommandeur der britischen Militärmission im Baltikum.